# Окулюс

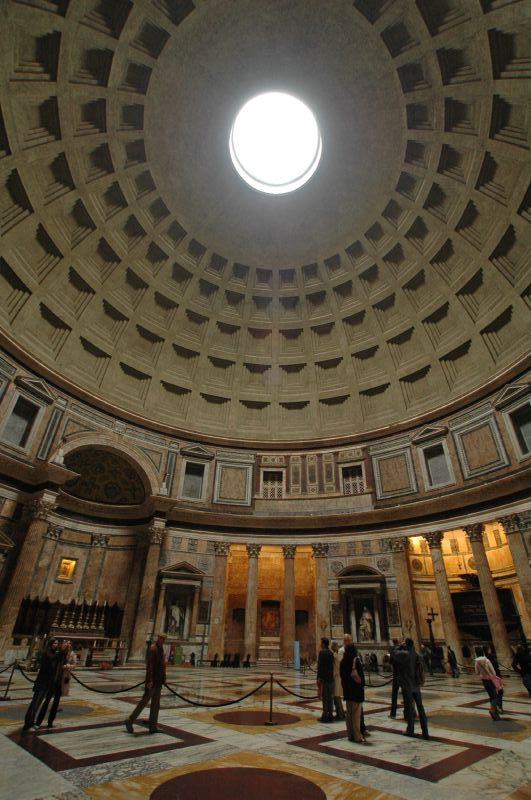
Окулюс в куполе римского Пантеона

О́кулюс, о́кулус (лат. oculus — глаз), или опейон (греч. ὀπαῖον — дымовое отверстие; также опайон, опеон) — круглое отверстие в центре крыши или купола. Термин также обозначает окно круглой или овальной формы, например, так называемый «бычий глаз».
В ранней античности отверстия в перекрытии здания устраивали для выхода дыма из очага. Позднее они приобрели символическое значение.
Самый известный пример использования окулюса в античной архитектуре — круглое отверстие в куполе римского Пантеона. Окулюс имеет 9 метров в диаметре и является единственным отверстием, через которое в храм проникает свет. Вероятно, что гигантский купол Пантеона символизировал небо — обитель богов; окулюс же, расположенный в его центре, обозначал место Юпитера как верховного божества.
Отверстие в центре купола, существенно уменьшающее его тяжесть, — не только рациональное конструкторское решение, но и весьма эффектный приём. В солнечную погоду лучи, проходя через окулюс, образуют хорошо заметный, находящийся в центре храма столб света. По мере того как Солнце перемещается, изменяется и освещение внутри Пантеона: одни элементы интерьера выходят на первый план, другие, напротив, погружаются в тень.
Когда идёт дождь, в окулюс попадает вода, поэтому в Пантеоне предусмотрена специальная дренажная система. Раз в год, на праздник Пятидесятницы, присутствующих в храме сквозь отверстие в куполе осыпают лепестками красных роз. Это символизирует сошествие Святого Духа на апостолов.
Христианская архитектура переняла античную традицию, сохранив отчасти и символику окулюса, который стал ассоциироваться со всевидящим «оком Господним». В исламской архитектуре примером использования окулюса может служить купол мечети Улу-Джами в Дивриги (Турция).

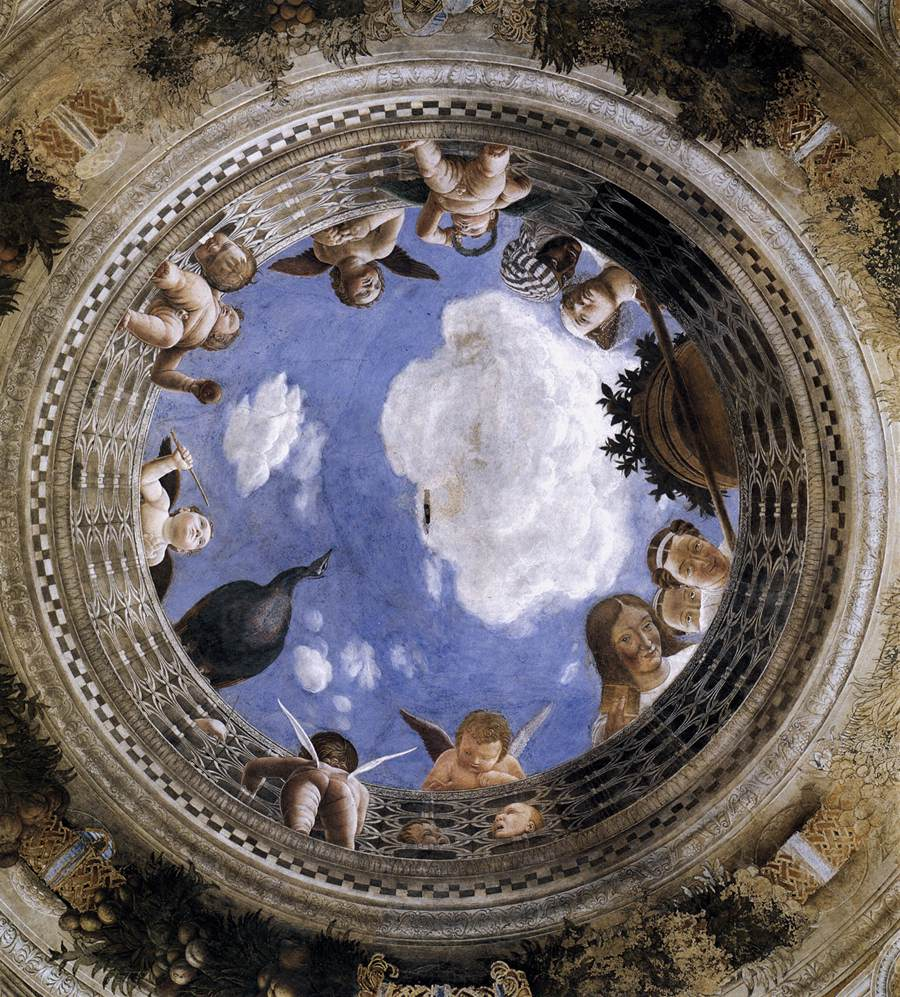
А. Мантенья. Окулюс в росписи плафона Камеры дельи Спози. Палаццо Дукале. Мантуя. 1465—1474

Использовался окулюс и в светской архитектуре, в частности, архитекторами эпохи Возрождения. Так, окулюс венчает купол виллы Ротонда, построенной Андреа Палладио. Вероятно, именно по образцу этой виллы Томас Джефферсон, хорошо знавший искусство Италии, спроектировал впоследствии собственную усадьбу Монтичелло. Комнату, расположенную прямо под куполом, освещал застеклённый окулюс.
Широко известна роспись плафона Камеры дельи Спози в Мантуе, выполненная итальянским художником эпохи Возрождения Андреа Мантеньей. Роспись имитирует окулюс в центре потолка, через который «видны» небо, облака и ангелы.
В современной архитектуре традиция использования окулюса как источника света нашла своеобразное воплощение в проекте Сантьяго Калатравы — транспортно-пересадочном узле Всемирного Торгового Центра, который так и называется — Oculus. Его стеклянная крыша пропускает солнечный свет; кроме того, по замыслу Калатравы, 11 сентября каждого года, ровно в 10:28 (в память о жертвах террористических актов 2001 года), свет должен падать под определённым углом, проходя сквозь отверстие в крыше и создавая световой столб.